# L'Umbracle

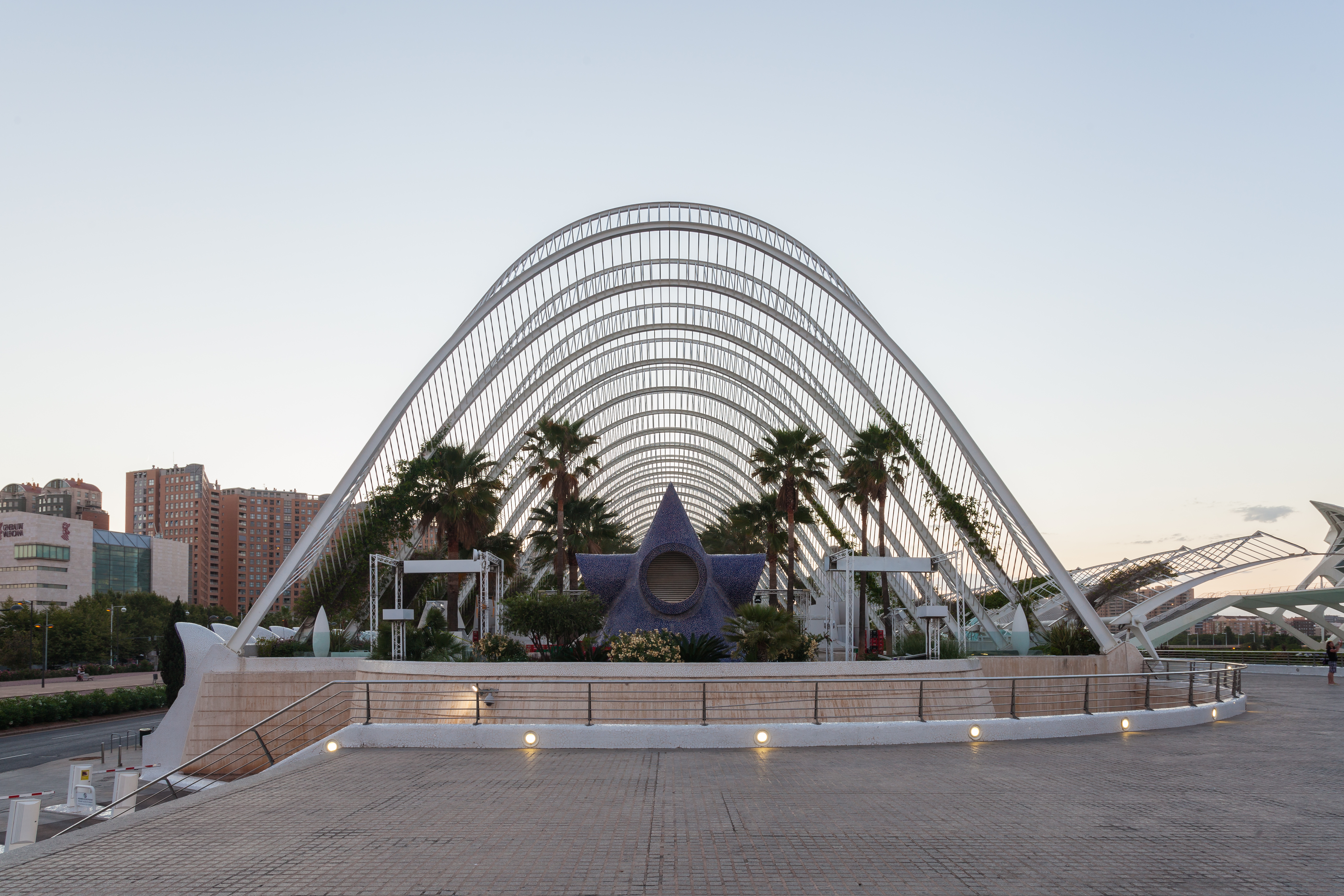
Vista desde la entrada

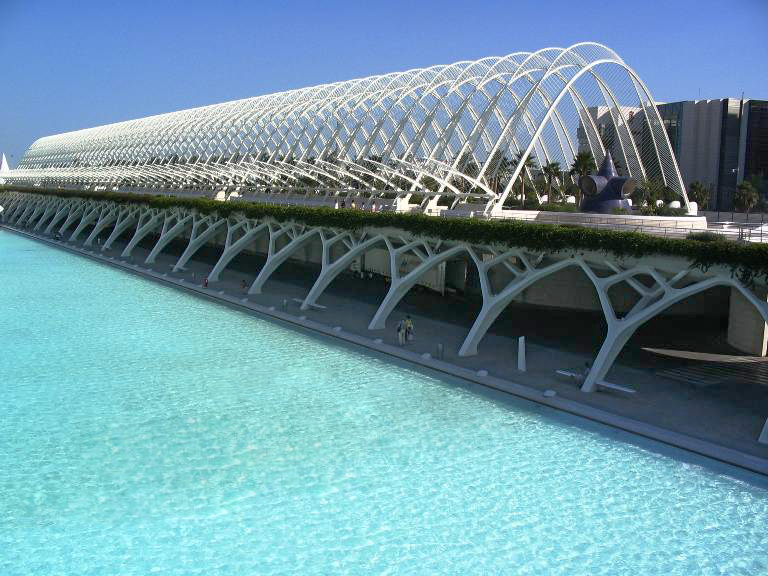
L'umbracle

L'umbracle («el umbráculo» en valenciano) es un paseo ajardinado y zona expositiva con vistas a todo el complejo de la Ciudad de las Artes y de las Ciencias, que alberga en su interior un gran aparcamiento.
Presenta vegetación propia de la región mediterránea, de la Comunitat Valenciana y de países tropicales, que varía a lo largo de las estaciones del año, y donde además existe una interesante muestra de esculturas contemporáneas en el paseo del Arte, de libre acceso. También en el Umbracle los visitantes pueden pasear mientras aprenden astronomía en el interesante jardín de Astronomía.
Forma parte del conjunto de la Ciudad de las Artes y las Ciencias en la ciudad de Valencia (España). Se destaca por ser una serie de arcadas paralelas en forma de umbráculo cubren un jardín alargado y estrecho de palmeras y otras plantas mediterráneas. La estructura está hecha con trencadís blanco, un estilo típico de los edificios de Santiago Calatrava. 
El jardín se encuentra al sureste de la ciudad, adosado a la autovía del Saler que es la salida de la ciudad hacia la Albufera. El jardín comunica con el museo de las Ciencias, el cual se sitúa en el cauce del río Turia, a través de unas escaleras y ascensores.